# Вінфілд (містечко, Нью-Йорк)
Вінфілд (англ. Winfield) — місто (англ. town) в США, в окрузі Геркаймер штату Нью-Йорк. Населення — 1897 осіб (2020).

## Демографія
Згідно з переписом 2010 року, у місті мешкало 2086 осіб у 826 домогосподарствах у складі 572 родин. Було 883 помешкання
Расовий склад населення:
| - 97,4 % — білих - 0,5 % — азіатів - 0,3 % — корінних американців |

До двох чи більше рас належало 1,4 %. Частка іспаномовних становила 1,3 % від усіх жителів.
За віковим діапазоном населення розподілялося таким чином: 24,8 % — особи молодші 18 років, 57,4 % — особи у віці 18—64 років, 17,8 % — особи у віці 65 років та старші. Медіана віку мешканця становила 42,4 року. На 100 осіб жіночої статі у місті припадало 96,2 чоловіків;  на 100 жінок у віці від 18 років та старших — 92,8 чоловіків також старших 18 років.
Середній дохід на одне домашнє господарство  становив 69 044 долари США (медіана — 62 069), а середній дохід на одну сім'ю — 76 558 доларів (медіана — 68 289). Медіана доходів становила 45 625 доларів для чоловіків та 36 488 доларів для жінок. За межею бідності перебувало 12,3 % осіб, у тому числі 21,6 % дітей у віці до 18 років та 5,4 % осіб у віці 65 років та старших.
Цивільне працевлаштоване населення становило 1032 особи. Основні галузі зайнятості: освіта, охорона здоров'я та соціальна допомога — 25,5 %, роздрібна торгівля — 11,4 %, сільське господарство, лісництво, риболовля — 10,4 %, виробництво — 10,0 %.